# Trevor Slattery
Trevor Slattery é um personagem fictício do Universo Cinematográfico Marvel, interpretado por Ben Kingsley. O personagem é um ator contratado para retratar o lendário terrorista Mandarim, sua primeira aparição foi no filme Iron Man 3, de 2013. A recepção geral ao personagem foi mista, com muitos fãs de quadrinhos criticando o personagem e como sua revelação afetou o retrato do Mandarim do filme, enquanto outros defenderam o plot twist como "brilhante" e "gratificante", observando seu comentário social e como evitou a caricatura racista do Mandarim dos quadrinhos. Kingsley reprisou o papel em All Hail the King, um curta-metragem da "Marvel One-Shots", de 2014, onde Slattery é o protagonista. Em 2021, retornou ao UCM depois de sete anos, no filme Shang-Chi and the Legend of the Ten Rings.

## Criação e concepção
Enquanto escrevia o roteiro de Iron Man 3, Shane Black e Drew Pearce queriam refletir tematicamente "a ideia de Tony [Stark] de rostos falsos e a ideia da personalidade dupla de Tony como um super-herói que basicamente usa sua auto definição através do falso rosto do Homem de Ferro". Pearce lançou, "e se o Mandarim é um ator?". Para Black, o personagem foi desenvolvido a partir daí. Ben Kingsley entrou em negociações para o papel em abril de 2012, e juntou-se ao elenco de Iron Man 3 em setembro, quando ele declarou que estaria se reunindo com a produção do filme para "discutir a aparência e a sensação e a direção do personagem". Sobre o personagem, o produtor Kevin Feige comentou, "O Mandarim é o inimigo mais famoso do Homem de Ferro nos quadrinhos. Se você olhar, não há necessariamente uma história definitiva do Mandarim nos quadrinhos. Então foi realmente sobre ter uma ideia".
A ideia de um "Marvel One-Shot" centrado em Slattery foi concebida no set de Iron Man 3 por Pearce e o produtor Stephen Broussard. Marvel Studios e o consultor Joss Whedon foram positivos sobre o curta, dependente do envolvimento de Kingsley. Em outubro de 2013, Kingsley disse que estava trabalhando em um projeto secreto com a Marvel envolvendo "muitos membros da equipe técnica que estavam envolvidos em Iron Man 3. Isto foi revelado mais tarde para ser o curta, intitulado All Hail the King, escrito e dirigido por Pearce. Embora parte do diálogo seja escrito em resposta ás críticas do retrato de Iron Man 3 do Mandarim, a história foi escrita simplesmente como uma extensão do enredo dos Dez Anéis e Mandarim apresentado ao longo da trilogia do Homem de Ferro. Pearce escreveu o curta para ser ambíguo o suficiente para que a história pudesse ser mais explorada em futuros filmes ou séries de televisão do UCM.
No dia 16 de agosto de 2021, Ben Kingsley apareceu na premiere mundial de Shang-Chi and the Legend of the Ten Rings, confirmando o seu retorno ao UCM. Em agosto de 2022, foi revelado que Ben Kingsley reprisaria o papel na série Wonder Man, que foi considerado um "papel importante".

## Caracterização
Para sua atuação como Slattery personificando o Mandarim, Kingsley "queria uma voz que desconcertaria um público ocidental. Eu queria uma voz que soasse muito mais caseira e familiar—uma familiaridade como a voz de um professor ou a voz de um pregador. Um professor sincero, quase benigno, tentando educar as pessoas para seu próprio bem." Black explicou que parte da alteração do personagem dos quadrinhos era evitar o estereótipo de Fu Manchu, e em vez disso dizer que ele "desenha um manto em torno dele de símbolos chineses e dragões porque representa suas obsessões com Sun Tzu em várias artes antigas de guerra que ele estudou." Os vídeos em que o Mandarim dá o histórico de "ataques" mostram como foi criado por "um grupo think tank de pessoas tentando criar um terrorista moderno" e assim "representa cada terrorista de alguma forma", de táticas de insurgência da América do Sul aos vídeos de Osama bin Laden. Coronel Kurtz, personagem de Apocalypse Now interpretado por Marlon Brando, também foi uma influência para o Mandarim.

## Universo Cinematográfico Marvel

### Iron Man 3(2013)
Slattery é um ator viciado em drogas, contratado por Aldrich Killian, fundador e presidente da  Ideias Mecânicas Avançadas, para retratar o Mandarim, uma pessoa influenciada por muitos terroristas modernos e nomeada após um suposto título chinês lendário. Slattery estreia em vídeos de propaganda que são transmitidos ao mundo como uma capa para os explosivos experimentos Extremis da IMA. Slattery vive inconsciente do verdadeiro significado de suas ações, cercado por riqueza e drogas fornecidas pela IMA, até que ele é descoberto por Tony Stark. Slattery é prendido após Killian ser derrotado por Stark.

### All Hail the King(2014)
Na Prisão Seagate, Slattery vive luxuosamente com seu próprio "mordomo" e fãs adoradores, entre os outros presos, até que ele é interrompido por Jackson Norriss, um terrorista dos Dez Anéis se passando por um documentarista, que explica que o verdadeiro Mandarim está irritado com Slattery por ter usado o nome e deseja vê-lo.

### Shang-Chi and the Legend of the Ten Rings(2021)
Na prisão da organização dos Dez Anéis, Shang-Chi, Katy e Xialing conhecem o ex-ator Trevor Slattery, que foi preso por se passar pelo líder dos Dez Anéis, Wenwu. Ele acaba se tornando um "bobo da corte" para Wenwu e vive na prisão com seu companheiro Morris (um hundun místico), que se oferece para guiar Shang-Chi até o vilarejo místico de Ta Lo. Slattery acaba ajudando na luta contra Wenwu e criando um laço com os habitantes do vilarejo.